# Мьяне
Мьяне (итал. Miane) — коммуна в Италии, располагается в провинции Тревизо области Венеция.
Население составляет 3416 человек, плотность населения составляет 114 чел./км². Занимает площадь 30 км². Почтовый индекс — 31050. Телефонный код — 0438.
В коммуне 8 сентября особо празднуют Рождество Пресвятой Богородицы.